# Apophylia saliens
Apophylia saliens es un coleóptero de la familia Chrysomelidae.
Fue descrita científicamente por primera vez en 1904 por Weise.